# 小铺乡
小铺乡，是中华人民共和国河南省安陽市滑县下辖的一个乡镇级行政单位。

## 行政区划
小铺乡下辖以下地区：
三家村、大铺村、小铺村、新庄村、胡营村、姜庄村、界河路村、小武庄村、常庄村、东杨村、申家庄村、大武庄村、中寺村、牛家庄村、杨赵庄村、后寨村、申堤下村、申堤上村、杨公店村、董村、李胡寨村、郑家庄村、东程寨一村村委、关店村、东程寨二村村委、西程寨村、前杜庄村、后杜庄村、陈李庄村、许庄村、苇园村、大张庄村和前任庄村。